# Ilôt de l’Échouage
Die Ilôt de l’Échouage (französisch für Insel der Strandung) ist eine Felseninsel im Géologie-Archipel vor der Küste des ostantarktischen Adélielands. Sie liegt südlich der Île du Marégraphe und in unmittelbarer Nachbarschaft zur Carrel-Insel in der südwestlichen Einfahrt zum Pedersen-Kanal.
Französische Wissenschaftler benannten sie. Hintergrund der Benennung ist, dass sie hier bei Vermessungen auf Grund gelaufen waren.